# كرمبل بخشي
كرمبل بخشي (بالفارسية: کرمبل بخشی) هي قرية تقع في قسم نغور الريفي (مقاطعة تشابهار) في إيران. يقدر عدد سكانها بـ 305 نسمة بحسب إحصاء 2016.